# Poul Schlüter
Poul Holmskov Schlüter (født 3. april 1929 i Tønder, død 27. maj 2021 på Frederiksberg) var en dansk advokat og Danmarks statsminister fra 1982 til 1993. Han var den længst siddende statsminister siden 2. verdenskrig, og den eneste konservative statsminister siden systemskiftet i 1901. Han overtog posten som statsminister den 10. september 1982 efter forgængeren, socialdemokraten Anker Jørgensen, der var trådt tilbage uden at udskrive folketingsvalg.
Den første del af Schlüters tid som statsminister var kendetegnet af en stram økonomisk politik, hvor bl.a. Rio Bravo-forliget blev indgået, der indførte børnechecken i stedet for skattefradrag, og det kulminerede i den såkaldte kartoffelkur og fik Danmarks økonomi i balance igen efter 1970'ernes økonomiske vanskeligheder. Han besøgte DDR den 13. september 1988. Den sidste del af hans regeringstid var præget af den langvarige tamilsag, der til sidst fik ham til at gå af som statsminister. Kendt fra denne periode er bl.a. den såkaldte "gulvtæppetale" i 1989. Poul Schlüter gik af kort efter nytåret 1993 uden at udskrive folketingsvalg. Poul Nyrup Rasmussen fra Socialdemokratiet dannede herefter regering.
Schlüter var statsminister i 10 år og 137 dage, og er dermed den tredjelængst siddende regeringschef i Danmark siden enevældens afslutning. Kun overgået af J.B.S. Estrup der sad lidt over 19 år og Stauning der sammenlagt sad i lidt over 15 år.

## Opvækst og uddannelse
Schlüter blev født i Tønder i Sønderjylland, søn af fabrikant og grosserer i chokoladevarer i Tønder Chokolade fabrik, Johannes Valdemar Schlüter (1899-1965) og hustru Else Katrine Holmskov (1904-2002). Efter studier på Aarhus Universitet og Københavns Universitet blev Poul Schlüter cand.jur. fra sidstnævnte i 1957 og efterfølgende advokat i 1960. Han boede under sine studier på Nordisk Kollegium på Østerbro.

## Politisk karriere
Poul Schlüter begyndte sin politiske karriere i Konservativ Ungdom, og i 1952 blev Poul Schlüter valgt til landsformand på ungdomsorganisationens landsråd i Kolding. Det var han indtil 1955.
Poul Schlüter var medlem af det danske Folketing 1964-1994 for Det Konservative Folkeparti, som han var landsformand for 1974-1977 og igen 1981-1993.
Han har endvidere været medlem af Europarådet i 1971-1974, leder af den danske delegation til Nordisk Råd og medlem af rådets præsidium 1978-1979. I 1984 blev han "Årets politiker i Norden".
Poul Schlüter var medlem af Europa-Parlamentet i 1994-1999, vicepræsident 1994-1997.
Han var viceborgmester i Gladsaxe kommune fra 1966 til 1971, under Erhard Jakobsens borgmesterperiode.

## Privat
Poul Schlüter  blev den 16. marts 1963 gift med Majken Steen-Andersen (5. september 1934 - 25. maj 2021), men senere skilt. Den 20. september 1979 blev Schlüter gift med adjunkt, mag.art. Lisbeth Povelsen (Lisbeth Schlüter) (12. april 1944 – 17. februar 1988). Den 21. juli 1989 blev han gift med balletskoleleder Anne Marie Vessel Schlüter (født 1. maj 1949).
Hans søn, Peter Schlüter, har været medlem af Københavns Borgerrepræsentation (K).

## Galleri
- Poul Schlüter og Lisbeth Schlüter med Ronald Reagan og Nancy Reagan i Cross Hall, 10 September 1985.
- Poul Schlüter med kolleger ved World Economic Forum i 1983.
- Poul Schlüter besøger Department of Defense i USA 1982.
- Poul Schlüter ved Nordisk Ministerråd 2005.